# Falanghina

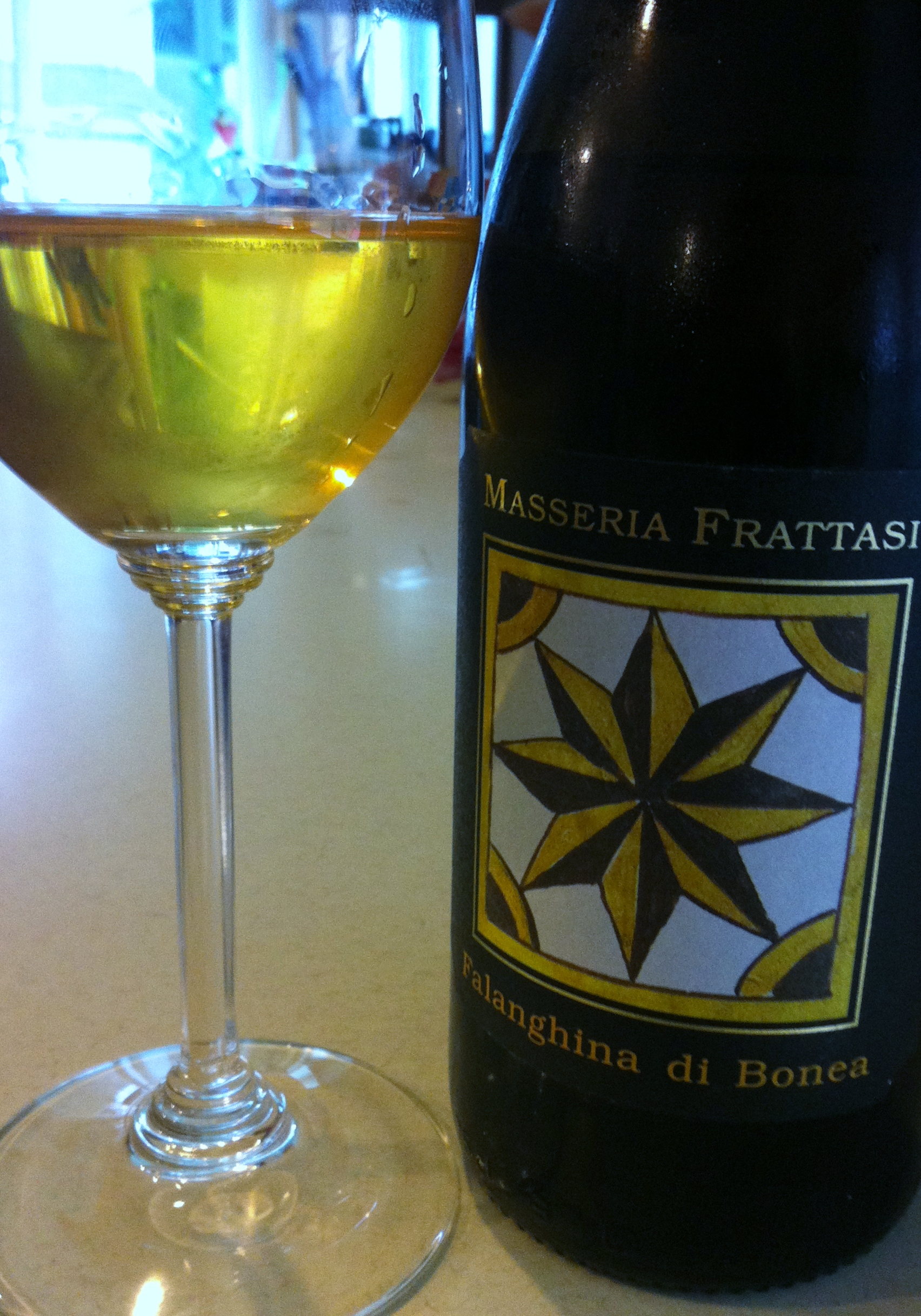
Vino falanghina de Bonea.

La falanghina, también llamada falanghina greco, es una variedad de uva de vino (vitis vinifera) blanca. Es una variedad antigua que podría haber sido la base del clásico vino falerno y tiene características destacables. Está cultivada en la costa de Campania, al norte de Nápoles, y suele consumirse en el sur de Italia acompañando al pescado. El nombre de la uva parece derivar del latín falangae, en referencia a las estacas en las que se apoyan las vides en el viñedo. En noviembre de 2014 la falanghina fue aprobada como variedad reconocida por la Oficina de Impuestos al Alcohol y el Tabaco de Estados Unidos.

## Sinónimos
La falanghina también es conocida con los sinónimos biancazita, biancozita, biancuzita, falanchina, falanchina bianca, falanghina verace, falenghina, falernina, falerno veronese, fallanchina, fallanghina, folanghina, Montecalvo, montellese y uva falerna.